# Fyffes

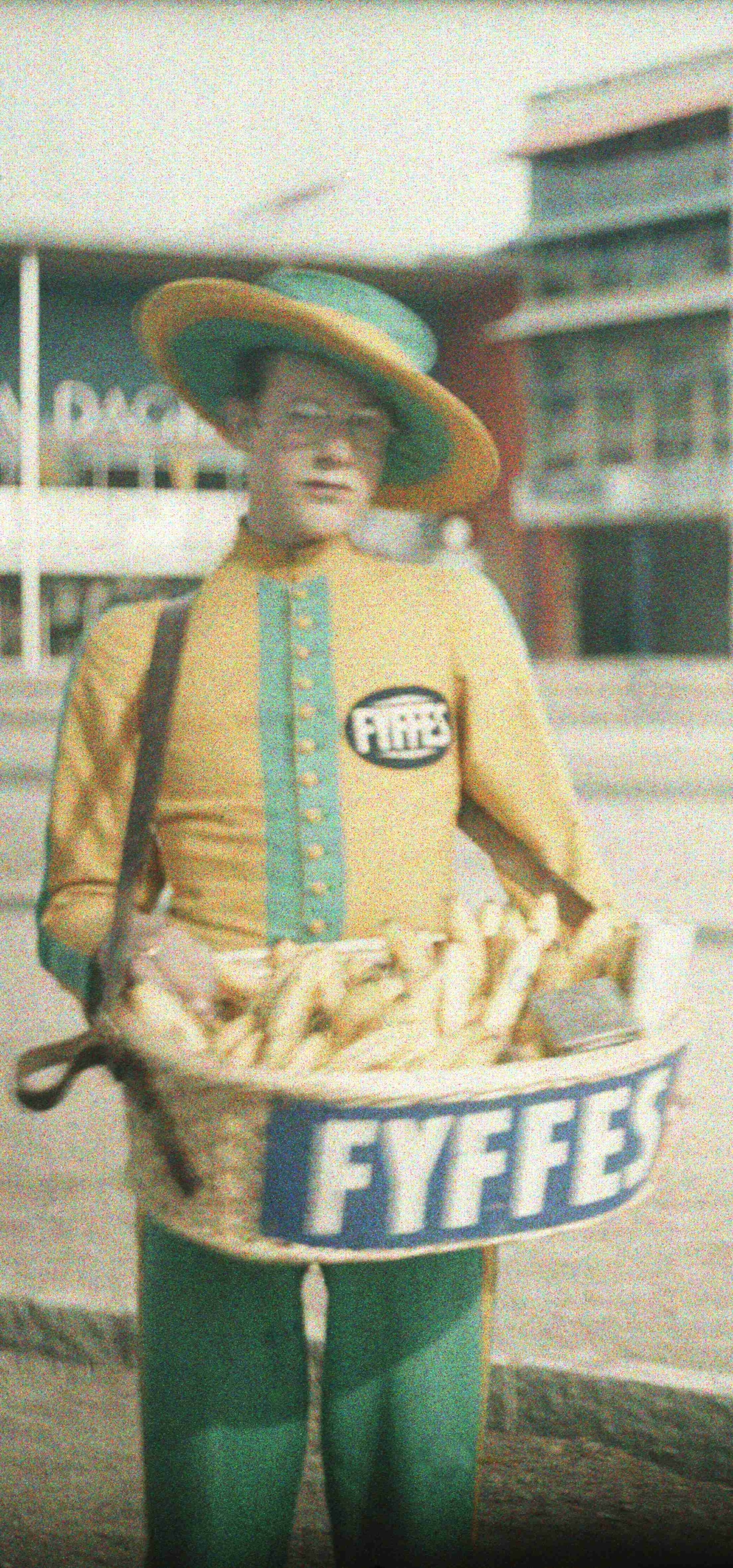
Fyffes säljs från "Låda på magen" på Stockholmsutställningen 1930.

Fyffes är ett varumärke för bananer, ägt av Fyffes plc i Irland. På 1870-talet grundades Fyffes & Hudson, som 1901 slogs ihop med Elder Dempster & Company och bildade Elders & Fyffes Ltd.
Det var på deras initiativ att bananimporten till Norge kom igång 1905 och till Sverige 1909. På 1930-talet salufördes "Fyffes bananer" av AB Banan-Kompaniet i Sverige, bl.a. med reklamen "Har Mor FYFFES hemma idag?".  
År 1969 bytte företaget namn till Fyffes Group Ltd. 1986 köptes företaget upp av FII plc och fick namnet FII Fyffes plc, som 1990 kortades ner till Fyffes plc. Från och med 2007 sköter Fyffes all bananexport från Belize.

## Bilder

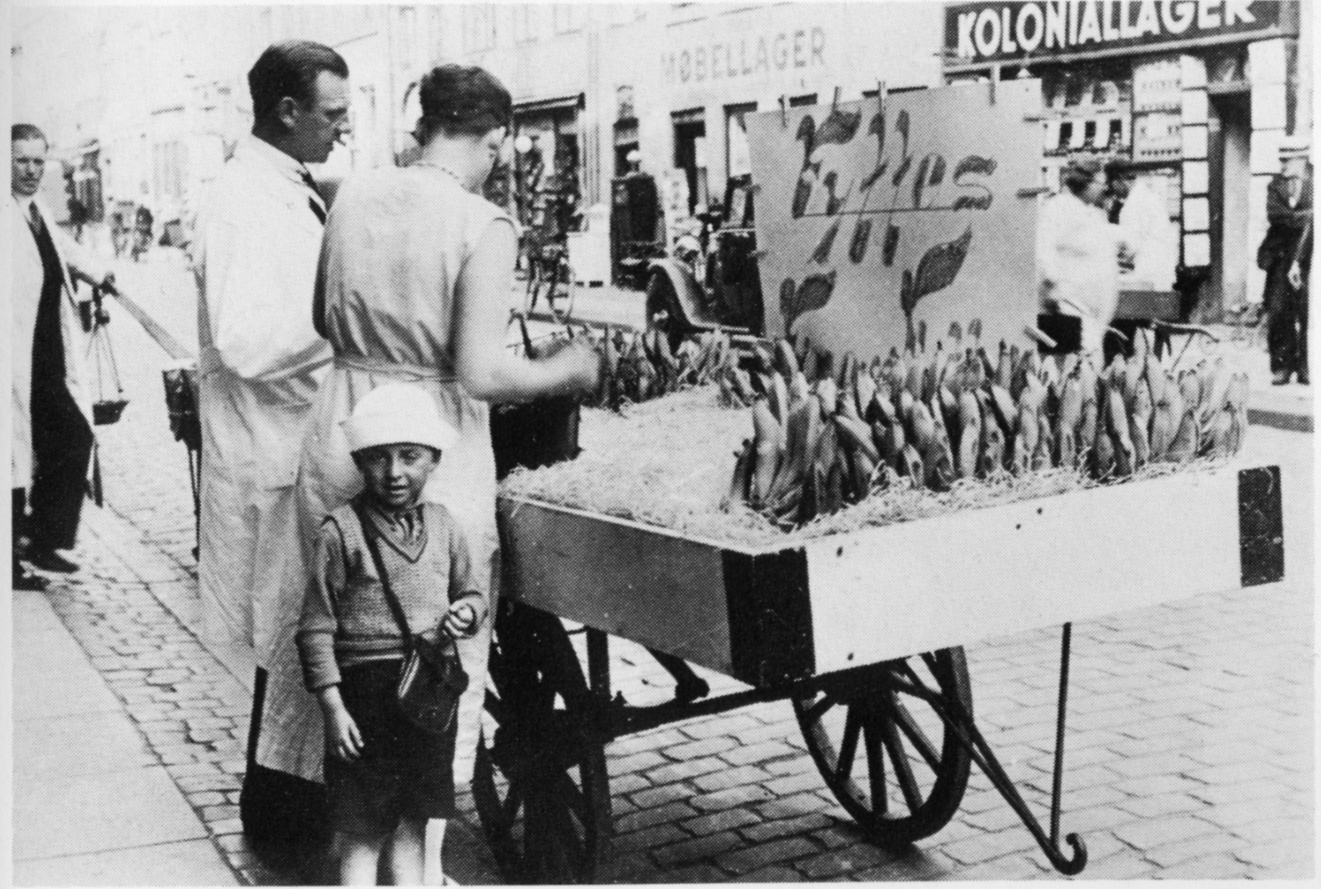
Fyffes bananer säljs på ett torg i Danmark (1925-1940).
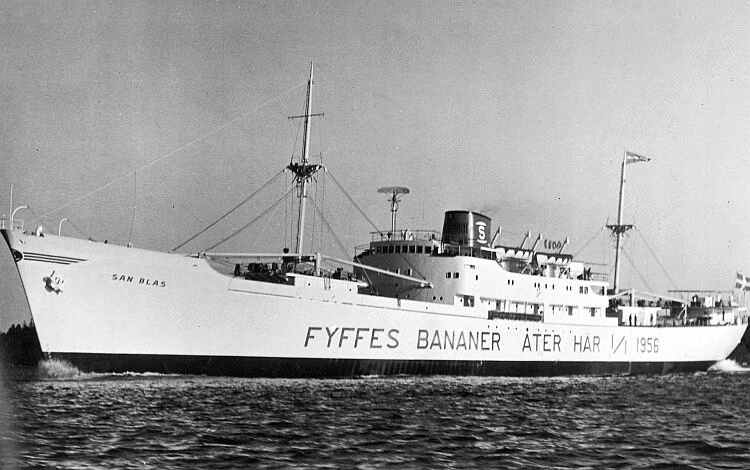
M/S San Blas
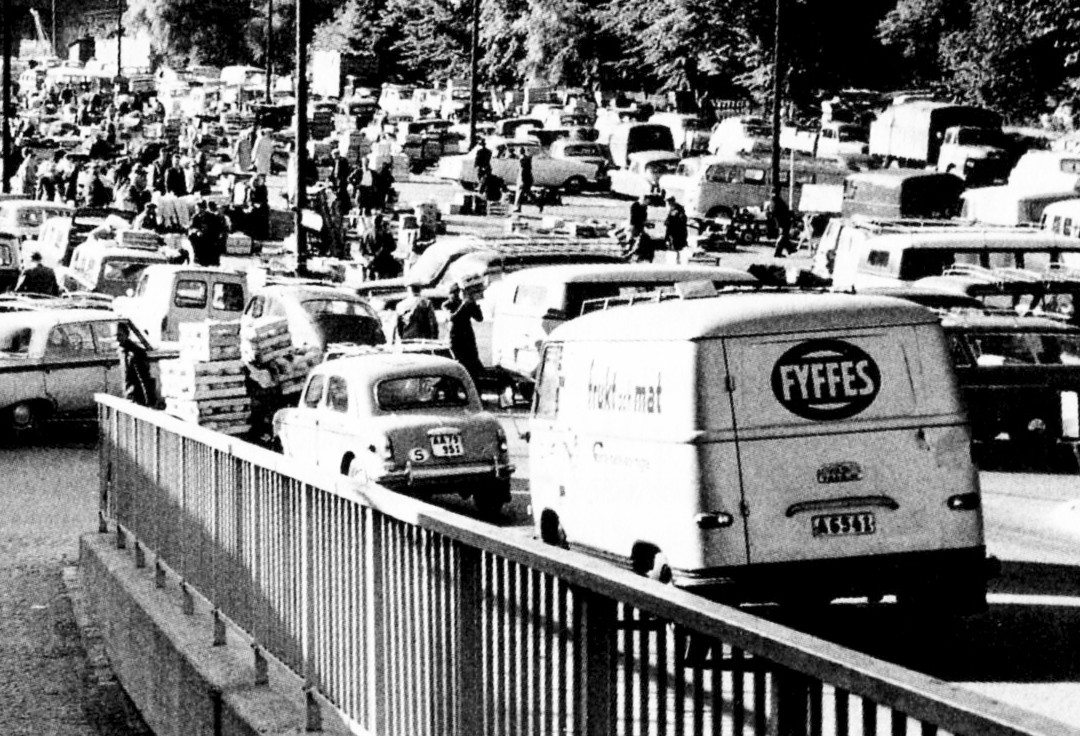
En bil med "Fyffes baner" på Klarahallen i Stockholm 1962.
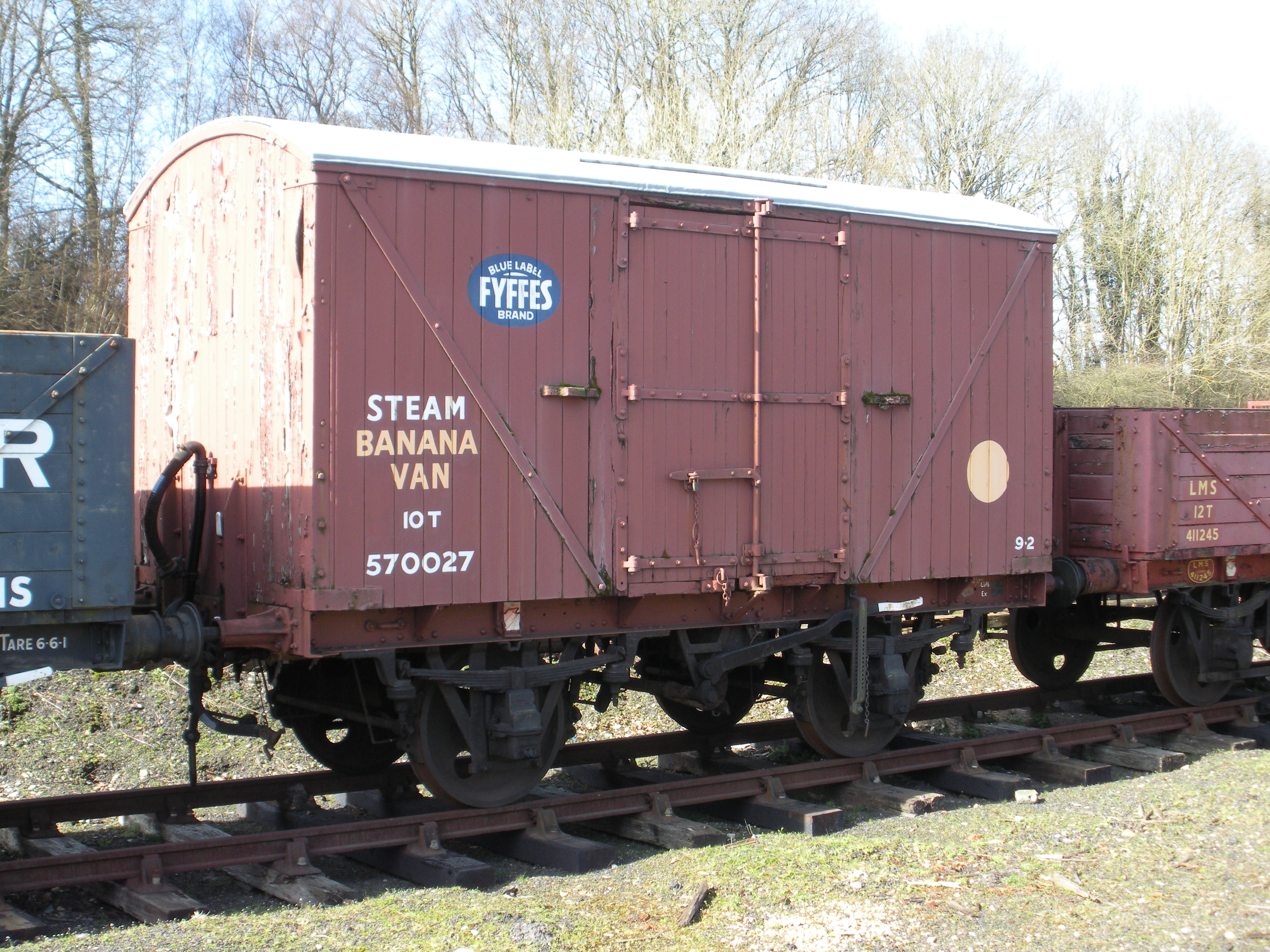
Godsvagn för tågtransport av Fyffes bananer, 2009.
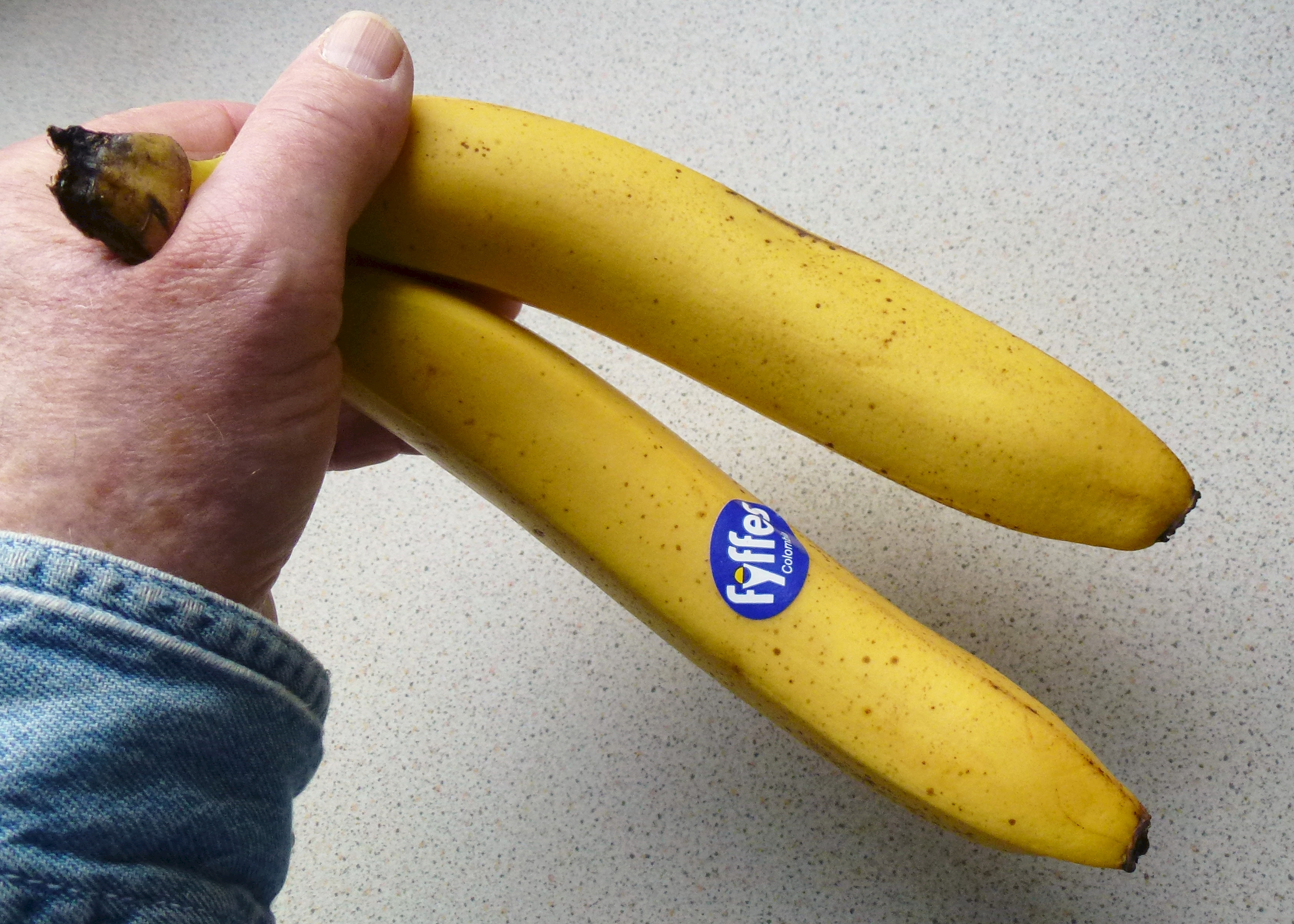
Två Fyffes bananer, 2014.